# Carlo Toto
Pour les articles homonymes, voir Carlo et Toto.
Carlo Toto (né en 1944 à Chieti) est le propriétaire de AP Holding et du groupe Toto qui contrôle 98 % d'Air One (génie civil : Toto Costruzioni Generali S.p.A.). Depuis la fusion d'Air One avec Alitalia, il est devenu l'un des actionnaires de référence de la Compagnie aérienne italienne (CAI) et a bénéficié des commandes d'appareils en cours (notamment des Airbus) tout en faisant reprendre les dettes de sa société par le Trésor italien.